# Peperomia alegrensis
Peperomia alegrensis är en pepparväxtart som beskrevs av Truman George Yuncker. Peperomia alegrensis ingår i släktet peperomior, och familjen pepparväxter. Inga underarter finns listade i Catalogue of Life.